# Delphi Filmpalast

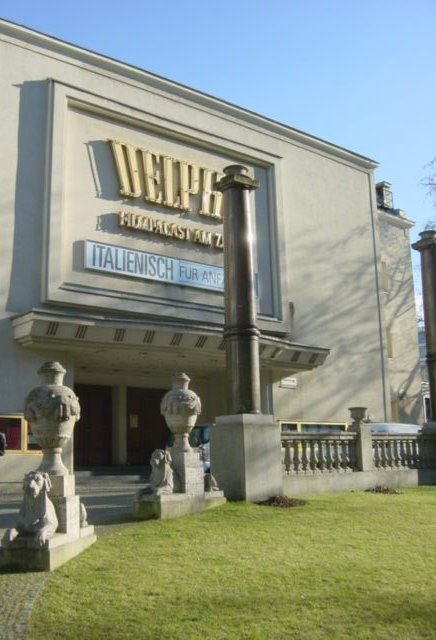
Außenansicht von der Fasanenstraße

Der Delphi Filmpalast am Zoo (auch Delphi-Palast) ist ein 1949 eröffnetes Kino und Uraufführungstheater im Berliner Ortsteil Charlottenburg, das in einem Verbund mit der Yorck Kinogruppe steht, aber eigenständig von der Delphi Filmtheater Betriebs GmbH betrieben wird.

## Geschichte
Das Gebäude wurde in den Jahren 1927/1928 in der Kantstraße / Ecke Fasanenstraße nach den Plänen von Bernhard Sehring, der auch das benachbarte Theater des Westens entworfen hat, als Tanzlokal Delphi-Palast erbaut. Dort traten herausragende Tanzorchester wie die von Teddy Stauffer, Heinz Wehner und Ben Berlin auf.
Im Jahr 1942 spielte dort das belgische Orchester Fud Candrix vor Wehrmachtssoldaten. Im Verlauf des Zweiten Weltkriegs musste 1943 der Betrieb eingestellt werden. Das Gebäude wurde schwer beschädigt und wurde in der Zeit von 1947 bis 1949 unter der Regie von Walter Jonigkeit (1907–2009), der das Theater für 25 Jahre gepachtet hatte, wieder aufgebaut. Damals hatte es die größte Leinwand und die modernste technische Ausrüstung Berlins.
Das Haus war 1952 erstmals Austragungsort der 2. Internationalen Filmfestspiele Berlin (Berlinale). 1957 wurde der damals neu erbaute Zoo Palast zum zentralen Wettbewerbskino der Berlinale.

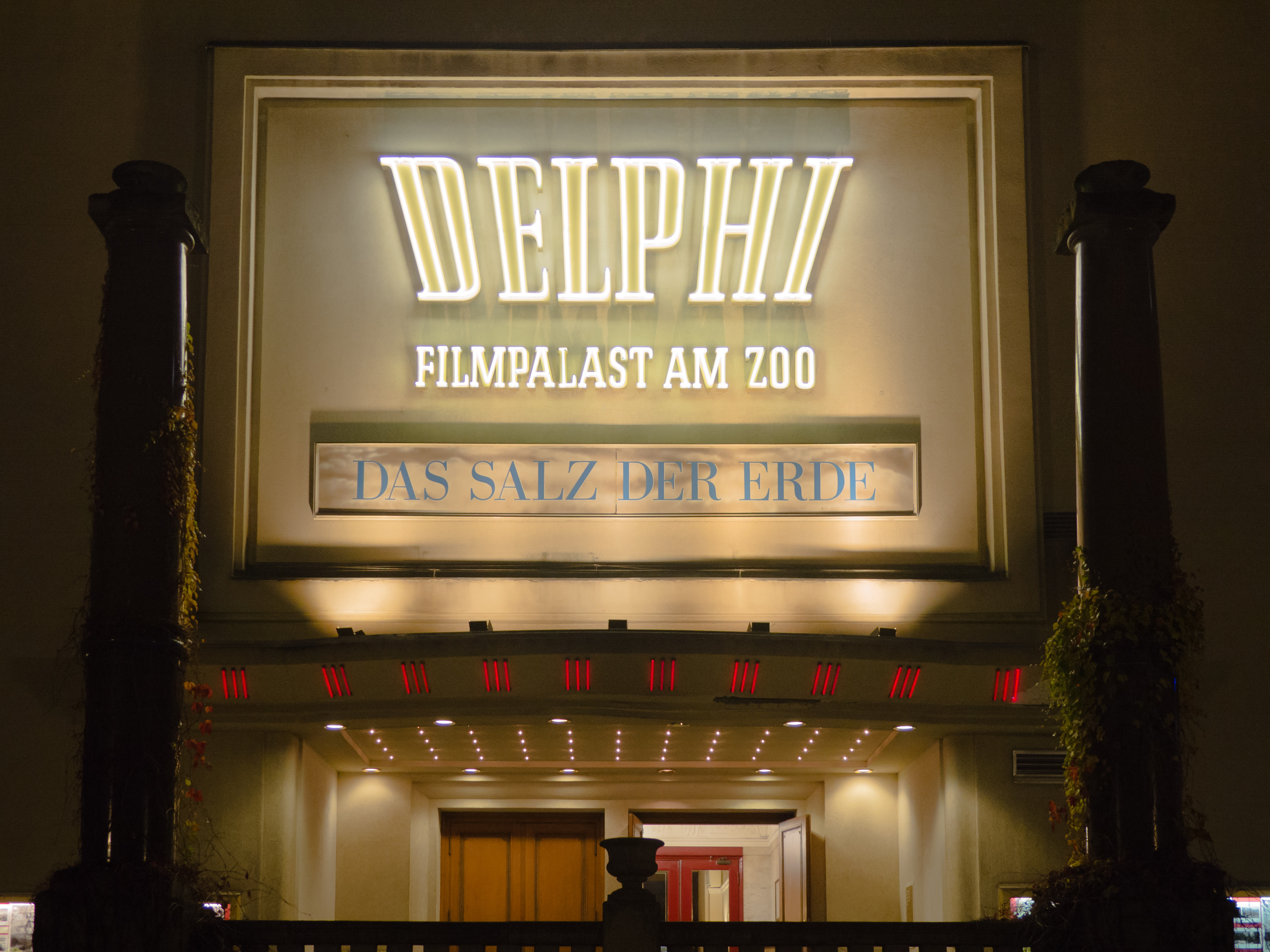
Außenansicht bei Nacht (2014)

Durch den Neubau anderer Kinos in der Umgebung des Delphi-Filmpalastes und durch die Verbreitung des Fernsehens geriet das Kino in den 1960er Jahren unter Druck. Aus Sorge um die Traditionsspielstätte erwarb 1964 der damalige Bezirk Charlottenburg das Grundstück.
Mit Auslaufen des Pachtvertrages 1972 gab es verschiedene Pläne (u. a. für ein Spielkasino oder ein Hotel) für die Zukunft des Hauses. Erst 1980 ging es mit dem Spielbetrieb wieder aufwärts. Der Berliner Kultursenator war auf der Suche nach einem landeseigenen Großkino, das sich zum Festspielhaus eignete. 1981 fand ein erster Umbau des Kinos statt. Im selben Jahr wurde das erste Forum des jungen Films der Berlinale durchgeführt.
Das Kino wurde im Jahr 1987 teilweise saniert. Jonigkeit führte das Haus bis zu seinem Tod am 25. Dezember 2009 mit seinen Partnern Georg Kloster und Claus Boje.